# Katharina Wibmer
Katharina Wibmer (* 1966 in München) ist eine österreichische Videokünstlerin und  Musikerin.

## Leben und Wirken
Katharina Wibmers Großmutter war die österreichische Dichterin Fanny Wibmer-Pedit. Ihre Schwestern sind die Cellistin/Fotografin Johanna Varner und die Malerin Monika Schuh-Wibmer.
Katharina Wibmer besuchte das musische Pestalozzigymnasium in München und erhielt ab dem 10. Lebensjahr Violinunterricht bei Helmut Spindler.  1984 absolvierte sie ein Praktikum am Mechanischen Theater Münchner Studenten. Nach dem Abitur studierte sie von 1985 bis 1990 an der Hochschule für Musik und Darstellende Kunst Stuttgart im Studiengang Figurentheater und erhielt 1990 ihr Diplom. Von 1991 bis 1996 studierte Katharina Wibmer an der Filmakademie Baden-Württemberg im Studiengang Projektstudium Animation und erhielt ein weiteres Diplom.

### Figurentheater
Danach wirkte sie in zahlreichen Produktionen mit, so beim Materialtheater Stuttgart unter anderem bei den Produktionen Lästerreigen, Dracula, Dracula, Die Weissnäherin, Die Schöne und das Biest. Sie hatte die Regie in der Diplominszenierung Sofort gnädige Frau von Christiane Weidringer am Figurentheater, Freiburg. 2001 erhielt sie die Konzeption und Regie für die Inszenierung Wildspiele am Figurentheater Christiane Weidringer. Sie wirkte mit bei "Kino im Kopf", Ensemble Materialtheater Stuttgart, Fitz Stuttgart. 2002 realisierte sie das Videoprojekt objekt emotions mit Chr. Carrignon, Gyula Molnar und Annette Scheibler im Puppentheaterarchiv des Münchner Stadtmuseums. Mitarbeit und Videos für Figurentheaterinszenierung  "Alice lost in Cyberland" Cinematic Theatre Meinhardt-Krauss Stuttgart, 2020.

### Videokünstlerin
1996 erhielt sie den Marler Video-Kunst-Preis. Sie arbeitet interdisziplinär mit Einsatz von Video.
Bei folgenden Videoprojekten führte Katharina Wibmer Regie: Videoprojektionen bei der interdisziplinären Musiktheater-Inszenierung Cassiopeia von S. Böhme de Marco. Video-Parcour im Themenpark / Expo 2000, Halle 6: Umwelt: Landschaft, Klima. Museum Schloß Hardenberg, Velbert die Aktion Kunst für Kids. 2004 drehte sie den Videoclip Tortenfilm und Video-Life-Konzeption für „KLONK“, Konzert für Kinder beim ADEvantgarde-Festival, mit Helga Pogatschar, München.
Video-Ausstellungen: „Puppet in a Box“, Kunststiftung Baden-Württemberg,"Play it again" bei der Kunststiftung Baden-Württemberg. Galerie b neuen Stadtbücherei Stuttgart (Loops). „Raum im Fluss“, Videoinstallation, Q Galerie für Kunst, Kulturforum Schorndorf (16. September bis 17. November 2019)
2007 war sie Jurymitglied für Kurzfilmprogramm beim 20. Stuttgarter Filmwinter. 2013 und 2014 inszenierte sie JETZT! 2013 - mit open_music, Improvisation als Lebensmittel Videokunstprojekte mit Schülern im Theaterhaus Stuttgart. Eines ihrer größten Projekte war Die Biblioskopin Ausstellung in der galerie b, neue Stadtbücherei Stuttgart (16 Loops) und eine weitere Video-Ausstellung in der Stadtbibliothek Stuttgart: "Elementarium" Ausstellung in der galerie b, Stadtbibliothek Stuttgart (2021). Während der Corona-Epidemie 2021 wurde Meeresgeflüster, Kinder-Musik-Theater zu Debussys La Mer mit dem Duo Jost/Costa und Cinematic Theatre Meinhardt & Krauss live in einem Videostream übertragen.

### Musikerin
Seit 1986 gründete sie verschiedene Musikensembles: Rózsák (Musik aus Osteuropa) mit Sigrun Kilger, Petra Jänsch und Monika Nuber, die Maslband (Klezmer u. Swing) mit Helga Freude, Monika Nuber und Bärbel Schwarz, Bluesette (Musette, Swing, Tango) mit Frank Eisele und Christian Brinkschmidt und das Balkan-Musik-Ensembles Zakuska mit Daniel Kartmann und Frank Eisele.
Sie machte Theatermusik für „Josa mit der Zauberfidel“ Theater Waidspeicher Erfurt und im Figurentheater-Stück für Kinder, Ensemble Materialtheater: „Das Mädchen im Löwenkäfig“.
Seit 2018 wirkt sie als Musikerin bei den Kitzbüheler Sommerkonzerten mit und tritt mit den Ensembles Zakuska und Trio Youkali auf.

## Preise
- 1994: Sonderpreis beim 6. Marler Video-Kunst-Preis für „Franzi im Glück“, Videoinstallationen im Skulpturenmuseum Glaskasten Marl.
- 1997: Erster Preis beim 7. Marler Video-Kunst-Preis für „Letzte Lockerung“.